# Juliette (EP)
Juliette é o extended play de estreia autointitulado da cantora brasileira Juliette, lançado em 2 de setembro de 2021, através da Rodamoinho Records e Virgin Music Brasil.

## Antecedentes e lançamento
Em 2021, a advogada, maquiadora, apresentadora e cantora brasileira Juliette assinou com a Rodamoinho Records, em parceria com a Virgin Music Brasil. Em agosto, Juliette anunciou que lançaria seu primeiro EP com 6 canções. Ela afirmou:
Eu sempre gostei de música e de cantar. A arte tem um espaço especial no meu coração. É uma emoção gigante criar esse projeto, meu primeiro, ao lado de pessoas tão importantes e talentosas. Construir todo esse meu universo é um sonho. Estou contando as horas para poder dividir isso com todo mundo.
Em 11 de agosto, a lista de faixas foi divulgada. Em 27 do mesmo mês, Juliette publicou um vídeo em suas redes sociais no qual mostra algumas cenas dos bastidores das gravações das seis canções. Em 29 de agosto, foi revelada a data de lançamento do material e o pre-save do EP. Na véspera do lançamento, o EP já havia batido recorde de pre-save nacional no Spotify, com 222 mil inscrições. Somando com todas as plataformas, as inscrições contabilizava 600 mil inscritos.
Juliette foi lançado às 21h de 2 de setembro de 2021 através da Rodamoinho Records, para download digital e streaming.

## Produção
O EP de estreia de Juliette Freire começou a ser produzido enquanto a artista ainda estava participando da 21ª temporada do reality show Big Brother Brasil. O desenvolvimento do material foi coordenado por amigos dela com auxílio da cantora Anitta, que gravou todas as demos em Miami, nos Estados Unidos, para que Freire ouvisse o material já no tom de uma voz feminina.

## Arte de capa
A primeira arte de capa do EP, foi revelada em 1º de setembro de 2021 e mostrava Juliette ao centro, em tons amarelados, com o rosto multiplicado ao redor da imagem utilizando um efeito conhecido como "prisma". Mais tarde, a capa foi apagada das redes sociais da artista e substituída após diversas comparações com artes semelhantes, como a capa do single "Indestrutível" de Pabllo Vittar.

## Divulgação

### Single
"Diferença Mara" foi lançada como primeiro single do EP simultâneo com seu lançamento, em 2 de setembro de 2021. Em 26 de setembro, Juliette cantou "Diferença Mara" e "Bença" pela primeira vez no Domingão com Huck. Em 8 de dezembro, Juliette apresentou "Vixe Que Gostoso" no Prêmio Multishow de Música Brasileira 2021.

## Lista de faixas
| Juliette – Edição padrão |                    |                                              |                |         |  |
| N.º                      | Título             | Compositor(es)                               | Produtor(es)   | Duração |  |
| 1.                       | "Bença"            | Dann Costara Juzé                            | Toim do Gado   | 2:28    |  |
| 2.                       | "Diferença Mara"   | Costara Juzé                                 | Rafinha RSQ    | 2:50    |  |
| 3.                       | "Doce"             | Anitta Jefferson Junior Umberto Tavares      | U.M.Music      | 2:41    |  |
| 4.                       | "Sei Lá"           | Carlitos Isabelle Fernandes Juzé             | Rafinha RSQ    | 3:19    |  |
| 5.                       | "Benzin"           | Jefferson Junior Rapha Lucas Tavares         | U.M.Music      | 2:55    |  |
| 6.                       | "Vixe Que Gostoso" | Diego Barão Lucas Medeiros Shylton Fernandes | Diego Barão    | 3:38    |  |
| Duração total:           | Duração total:     | Duração total:                               | Duração total: | 17:48   |  |

## Turnê
Para divulgar o seu EP de estreia, Juliette iniciará sua primeira turnê, intitulada, "Turnê Caminho", com início em 26 de março de 2022, na capital do Rio de Janeiro.
Repertório
O repertório abaixo é constituído do primeiro show da turnê, realizado em 26 de março de 2022 no Rio de Janeiro.
1. "Disparada"
2. "Bença"
3. "Amarelo, Azul e Branco"
4. "Diferença Mara"
5. "Sobre"
6. "De Quem É a Culpa?"
7. "Deus Me Proteja"
8. "Sei Lá"
9. "Anunciação"
10. "Trajetória"
11. "Triste, Louca ou Má"
12. "Benzin"
13. "Dona Cila"
14. "Estrela" / "Cajuína"
15. "Doce"
16. "Ai Que Saudade d'Ocê"
17. "Espumas ao Vento"
18. "Tropicana (Morena Tropicana)"
19. "Frevo Mulher"
20. "Várias Queixas"
21. "Meu Erro"
22. "Deixa Ele Sofrer"
23. "Por Supuesto"
24. "Bixinho"
25. "Meu Jeito de Amar"
26. "Un Ratito"
27. "Vixe Que Gostoso"

Agenda
| Data                          | Cidade                 | Estado                 | País                   | Local                               |
| América do Sul                | América do Sul         | América do Sul         | América do Sul         | América do Sul                      |
| Turnê Caminho – Fase 1        | Turnê Caminho – Fase 1 | Turnê Caminho – Fase 1 | Turnê Caminho – Fase 1 | Turnê Caminho – Fase 1              |
| ----------------------------- | ---------------------- | ---------------------- | ---------------------- | ----------------------------------- |
| 26 de março de 2022           | Rio de Janeiro         | Rio de Janeiro         | Brasil                 | Qualistage                          |
| 2 de abril de 2022            | João Pessoa            | Paraíba                | Brasil                 | Domus Hall                          |
| 30 de abril de 2022           | Vitória                | Espírito Santo         | Brasil                 | Privilège Vitória                   |
| 13 de maio de 2022            | São Paulo              | São Paulo              | Brasil                 | Espaço Unimed                       |
| São João da Juliette – Fase 2 |                        |                        |                        |                                     |
| 18 de junho de 2022           | Rio de Janeiro         | Rio de Janeiro         | Brasil                 | Parque Olímpico da Barra            |
| 24 de junho de 2022           | Campina Grande         | Paraíba                | Brasil                 | Parque do Povo                      |
| 26 de junho de 2022           | Maceió                 | Alagoas                | Brasil                 | Praia de Jacarecica                 |
| 28 de junho de 2022           | São Luís               | Maranhão               | Brasil                 | Multicenter Sebrae                  |
| 30 de junho de 2022           | Salvador               | Bahia                  | Brasil                 | Parque de Exposições de Salvador    |
| 2 de julho de 2022            | Caruaru                | Pernambuco             | Brasil                 | Pátio de Eventos Luiz Gonzaga       |
| Turnê Caminho – Fase 3        |                        |                        |                        |                                     |
| 5 de agosto de 2022           | João Pessoa            | Paraíba                | Brasil                 | Parque Sólon de Lucena              |
| 7 de setembro de 2022         | São Paulo              | São Paulo              | Brasil                 | Parque da Independência             |
| 11 de setembro de 2022        | Rio de Janeiro         | Rio de Janeiro         | Brasil                 | Parque Olímpico da Barra            |
| 28 de novembro de 2022        | São Paulo              | São Paulo              | Brasil                 | Ginásio do Ibirapuera               |
| 17 de dezembro de 2022        | Fortaleza              | Ceará                  | Brasil                 | Estacionamento do Shopping Iguatemi |
| 18 de fevereiro de 2023       | Recife                 | Pernambuco             | Brasil                 | Forte das Cinco Pontas              |

Notas
1. ↑  O show do dia 13 de maio de 2022 no Espaço das Américas em São Paulo estava originalmente programado para ocorrer em 6 de maio de 2022, mas foi remarcado por questões contratuais.
2. ↑  O show do dia 18 de junho de 2022 no Parque Olímpico da Barra no Rio de Janeiro é parte do Sobe Balão.
3. ↑  O show do dia 24 de junho de 2022 no Parque do Povo em Campina Grande é parte do São João de Campina Grande.
4. ↑  O show do dia 26 de junho de 2022 na Praia de Jacarecica em Maceió é parte do São João de Maceió.
5. ↑  O show do dia 28 de junho de 2022 no Multicenter Sebrae em São Luís é parte do São João da Thay.
6. ↑  O show do dia 30 de junho de 2022 no Parque de Exposições de Salvador em Salvador é parte do São João de Salvador.
7. ↑  O show do dia 2 de julho de 2022 no Pátio de Eventos Luiz Gonzaga em São Luís é parte do São João de Caruaru.
8. ↑  O show do dia 5 de agosto de 2022 no Parque Sólon de Lucena em João Pessoa é parte da Festa das Neves.
9. ↑  O show do dia 7 de setembro de 2022 no Parque da Independência em São Paulo é parte do Bicentenário da Independência e reabertura do Museu do Ipiranga.
10. ↑  O show do dia 11 de setembro de 2022 no Parque Olímpico da Barra no Rio de Janeiro é parte do Rock in Rio.
11. ↑  O show do dia 28 de novembro de 2022 no Ginásio do Ibirapuera em São Paulo é parte do Ginga SP.
12. ↑  O show do dia 17 de agosto de 2022 em Fortaleza é parte da Festival Baly.
13. ↑  O show do dia 18 de fevereiro de 2022 no Forte das Cinco Pontas no Recife é parte do Galo da Madrugada.

## Desempenho
Singles
| Ano  | Canção           | Melhores posições |
| Ano  | Canção           | BRA               |
| ---- | ---------------- | ----------------- |
| 2021 | "Diferença Mara" | 39                |

## Histórico de lançamento
| Região | Data                  | Formato(s)                 | Gravadora         | Ref.   |
| ------ | --------------------- | -------------------------- | ----------------- | ------ |
| Mundo  | 2 de setembro de 2021 | Download digital streaming | Rodamoinho Virgin | [ 16 ] |